# Oglasa bergeri
Oglasa bergeri is een vlinder uit de familie spinneruilen (Erebidae). De wetenschappelijke naam is voor het eerst geldig gepubliceerd in 1987 door Viette.
De soort komt voor in tropisch Afrika.